# Golgo 13
Golgo 13 (ゴ ル ゴ 13 Gorugo juusan) és un manga escrit i il·lustrat per Takao Saito. És publicat a la revista Big Comic de l'editorial Shogakukan des de l'octubre de 1968. El 1975, el manga va guanyar el premi Shōgakukan en la categoria de Millor manga. La sèrie segueix la vida del protagonista homònim, un assassí professional.
Golgo 13 té fama de ser el manga més longeu, la publicació s'ha estès per més de cinquanta anys. La sèrie també ha venut més de 280 milions de còpies en diversos formats, incloent compilacions, convertint-se així en el tercer manga més venut de la història. Ha estat adaptat a dos llargmetratges live-action, una pel·lícula d'anime, un OVA, una sèrie d'anime i sis videojocs.
A Espanya va ser distribuïda la pel·lícula en VHS per Manga Films i retransmès a Catalunya per El 33.

## Argument
Golgo 13 ha estat conegut com la contrapart japonesa de James Bond, però amb un caràcter més fosc, actituds molt més directes amb el sexe i una total falta de moral. Golgo 13 és descrit com un home misteriós d'origen desconegut, possiblement part japonès, qui accepta treballs de qualsevol pagador (s'ha dit que va treballar per a la CIA i el KGB) mentre se li pagui el preu correcte (generalment, un milió de dòlars) i sempre complirà els seus contractes, fins i tot si se li encarreguen dos o més contractes oposats a el mateix temps. És un increïble tirador, amb gairebé 100% de mitjana (només va fallar dos trets). Generalment utilitza un fusell M16 personalitzat i amb mira telescòpica per als seus assassinats. També és un fumador empedreït.
Malgrat el seu caràcter amoral, sembla que Golgo accepta assassinats que segueixen la seva ètica personal, tenint en compte que ell sol aparèixer com el bo de la història. Els seus blancs són típics criminals o gent que (al menys parcialment) "mereixen" morir. No hi ha històries que involucrin gent innocent sent assassinada. Majorment en els últims volums, Golgo sol aparèixer en un panell o dues d'històries de 150 pàgines.
L'origen de Golgo 13 és un complet misteri, la seva edat i lloc de naixement són desconeguts. Diversos episodis han tractat de respondre aquest misteri, però la sèrie acaba amb una nota d'incertesa que no té sentit si la història fos veritable. Algunes teories diuen que Golgo 13 és: japonès, japonès-americana, xinès, xinès-nord-americà, japonès-rus o una altra ascendència asiàtica mixta. Algunes teories suggereixen que pot tenir descendents en Manchuria, però és poc probable.